# バイエルン国立バレエ
バイエルン国立バレエ（バイエルンこくりつバレエ、ドイツ語: Bayerisches Staatsballett）は、ドイツ連邦共和国バイエルン州の州都ミュンヘンを拠点とするバレエ団。別名バイエルン州立バレエ。
1988年、それまでバイエルン国立（州立）歌劇場に付属していたバレエ団が独立する形で設立された。かつてプリマを務め、独立にも尽力したコンスタンツェ・ヴェルノンが初代芸術監督を務めた。ロマンティック・バレエ、クラシック・バレエから、モダン・バレエまで幅広いレパートリーを持ち、特にジョン・クランコやジョン・ノイマイヤーの作品で知られる。
1998年には、イヴァン・リシュカが2代目の芸術監督に就任した。